# This Is Us (televizijska serija)
This Is Us (hrv. To smo mi) je američka dramska televizijska serija čiji je autor Dan Fogelman, a koja se u originalu prikazuje na televizijskoj mreži NBC od 20. rujna 2016. godine. Glavne uloge u seriji ostvarili su Milo Ventimiglia, Mandy Moore, Sterling K. Brown, Chrissy Metz, Justin Hartley, Susan Kelechi Watson, Chris Sullivan, Ron Cephas Jones, Jon Huertas, Alexandra Breckenridge, Niles Fitch, Logan Shroyer, Hannah Zeile, Mackenzie Hancsicsak, Parker Bates, Lonnie Chavis, Eris Baker i Faithe Herman. Radnja serije vrti se oko života i povezanosti nekoliko članova obitelji koji dijele isti rođendan te njihovih međusobnih karakternih sličnosti i različitosti.
Nakon televizijske premijere serija je pobrala hvalospjeve kritike i publike te bila nominirana u kategoriji najbolje dramske serije za prestižne televizijske nagrade Emmy i Zlatni globus. Američki filmski institut proglasio ju je najboljim televizijskim programom godine. Glumačka postava posebno je hvaljena - Mandy Moore i Chrissy Metz dobile su nominacije za Zlatni globus u kategoriji najbolje sporedne glumice, dok je Sterling K. Brown osvojio nagradu Emmy u kategoriji glavnog glumca u dramskoj seriji.
Dana 27. rujna 2016. godine NBC je službeno naručio snimanje pune sezone serije koja se u konačnici sastojala od 18 epizoda. U siječnju 2017. godine NBC je obnovio seriju za dodatne dvije sezone koje će se također sastojati od po 18 epizoda svaka. Druga sezona započela je s emitiranjem 26. rujna 2017. godine.
U svibnju 2021. godine serija je obnovljena za šestu i posljednju sezonu koja se emitira od 4. siječnja 2022.

## Radnja
Svojom radnjom serija prati dva brata i sestru (Kate, Kevina i Randalla) te međusobno ispreplitanje njihovih života. Kate i Kevin rođeni su blizanci, a začeti su u toaletu bara Froggy tijekom Super Bowla. Iako je termin njihovog rođenja bio 12. listopada 1980. godine, rođeni su šest tjedana ranije - 31. kolovoza; istoga dana kada i njihov otac Jack. Budući da su Jack i njegova supruga Rebecca očekivali troje djece (jedno je dijete umrlo prilikom poroda), odlučili su posvojiti novorođenče - Randalla, crnog dječaka rođenog istoga dana kojeg je njegov biološki otac ostavio ispred ulaza vatrogasnog doma.
Gotovo svaka epizoda sadržava radnju koja se odvija u dva različita vremenska razdoblja: u jednom gledatelji prate Jacka i Rebeccu i njihovu borbu s odgojem djece tijekom 80-ih godina prošloga stoljeća, a u drugom pratimo odraslu braću i sestru koji sada žive vlastite živote. Većina scena u prošlosti odvija se 1980. te u razdoblju između 1989. i 1995. godine u Pittsburghu, dok u današnjem vremenu scene variraju između Los Angelesa, New Jerseyja i New Yorka.

## Epizode
| Sezona | Epizode | Emitirana u SAD-u   | Emitirana u SAD-u | Emitirana u Hrvatskoj | Emitirana u Hrvatskoj |
| ------ | ------- | ------------------- | ----------------- | --------------------- | --------------------- |
| 1      | 18      | Premijera sezone    | Finale sezone     | Premijera sezone      | Finale sezone         |
| 1      | 18      | 20. rujna 2016.     | 14. ožujka 2017.  | 27. listopada 2016.   | 16. ožujka 2017.      |
| 2      | 18      | 26. rujna 2017.     | 13. ožujka 2018.  | 2. studenog 2017.     | 22. ožujka 2018.      |
| 3      | 18      | 25. rujna 2018.     | 2. travnja 2019.  | 9. siječnja 2019.     | 8. svibnja 2019.      |
| 4      | 18      | 24. rujna 2019.     | 24. ožujka 2020.  | 9. listopada 2019.    | 1. ožujka 2020.       |
| 5      | 16      | 27. listopada 2020. | 25. svibnja 2021. | 3. veljače 2021.      | 9. lpnja 2021.        |
| 6      | 18      | 4. siječnja 2022.   | 24. svibnja 2022. | 30. ožujka 2022.      | 27. srpnja 2022.      |

## Glumačka postava

### Glavni likovi
- Milo Ventimiglia kao Jack Pearson: suprug Rebecce te otac Kate, Kevina i Randalla.
- Mandy Moore kao Rebecca Pearson (rođena Malone): Jackova supruga te majka Kate, Kevina i Randalla.
- Sterling K. Brown kao Randall Pearson: sin Jacka i Rebecce te brat Kate i Kevina. Lik Randalla u seriji također tumače Niles Fitch (u dobi od 15 godina) te Lonnie Chavis (u dobi od 8 do 10 godina).
- Chrissy Metz kao Kate Pearson: kćer Jacka i Rebecce te Kevinova i Randallova sestra. Lik Kate u seriji također tumače Hannah Zeile (u dobi od 15 godina) te Mackenzie Hancsicsak (u dobi od 8 do 10 godina).
- Justin Hartley kao Kevin Pearson: sin Jacka i Rebecce te brat Kate i Randalla. Lik Kevina u seriji također tumače Logan Shroyer (u dobi od 15 godina) te Parker Bates (u dobi od 8 do 10 godina).
- Susan Kelechi Watson kao Beth Pearson: Randallova supruga i majka njihovih kćerki Tess i Annie.
- Chris Sullivan kao Toby Damon: zaručnik od Kate.
- Ron Cephas Jones kao William H. Hill (nadimak Shakespeare): Randallov biološki otac. Lik Williama u mladosti tumači Jermel Nakia.
- Jon Huertas kao Miguel Rivas: Jackov najbolji prijatelj i drugi Rebeccin suprug.[8]
- Alexandra Breckenridge kao Sophie: najbolja Kateina prijateljica iz djetinjstva kao i Kevinova ljubav iz djetinjstva i bivša supruga. Lik Sophie u seriji također tumače Amanda Leighton (u dobi od 15 godina) te Sophia Coto (u dobi od 10 godina).[8]
- Eris Baker kao Tess Pearson: starija kćerka Randalla i Beth.
- Faithe Herman kao Annie Pearson: mlađa kćerka Randalla i Beth.

### Sporedni likovi
- Gerald McRaney kao dr. Nathan Katowski (nadimak "doktor K"): stariji udovac koji porodi Kevina i Kate.
- Janet Montgomery kao Olivia Maine: Kevinova bivša glumačka partnerica iz kazališta i bivša djevojka.
- Milana Vayntrub kao Sloane Sandburg: Kevinova glumačka partnerica i bivša djevojka.
- Ryan Michelle Bathe kao Yvette: obiteljska prijateljica Pearsonovih.
- Denis O'Hare kao Jesse: Williamov prijatelji i bivši ljubavni partner.
- Adam Bartley kao Duke: voditelj grupe za podršku u kojoj odluči sudjelovati Kate.
- Jill Johnson kao Laurie: član grupe za podršku kome se Kate i Toby oslanjaju tijekom prvoj sezone.
- Jermel Nakia kao mladi William H. "Shakespeare" Hill.
- Lyric Ross kao Deja: Randallova i Bethina posvojena kćer.
- Debra Jo Rupp kao Linda: Socijalna radnica koja pomaže Randallu i Beth kada posvajaju Deju.
- Caitlin Thompson kao Madison.
- Joy Brunson kao Shauna: Dejina majka, koja je najprije protiv toga da Beth i Randalla posvoje Deju, poslije iznenada im prepušta Deju.

## Pregled serije

### Prva sezona (2016. – 2017.)
Prva sezona serije To smo mi u SAD-u je emitirana na televizijskoj mreži NBC u razdoblju od 20. rujna 2016. do 14. ožujka 2017. godine.
U Hrvatskoj je prva sezona emitirana na kanalu Fox Life u razdoblju od 27. listopada 2016. do 16. ožujka 2017. godine.
* - Neki naslovi epizoda nemaju prijevod na hrvatski jezik jer ih Fox Life Hrvatska nije preveo
| Epizoda | Originalni naslov                     | Hrvatski naslov | Emitirana u SAD-u   | Emitirana u Hrvatskoj |
| ------- | ------------------------------------- | --------------- | ------------------- | --------------------- |
| 1       | Pilot                                 | Pilot           | 20. rujna 2016.     | 27. listopada 2016.   |
| 2       | The Big Three                         | Velika trojka   | 27. rujna 2016.     | 3. studenog 2016.     |
| 3       | Kyle                                  | Kyle            | 11. listopada 2016. | 10. studenog 2016.    |
| 4       | The Pool                              | Bazen           | 18. listopada 2016. | 17. studenog 2016.    |
| 5       | The Game Plan                         | Plan            | 25. listopada 2016. | 24. studenog 2016.    |
| 6       | Career Days                           | TBA*            | 1. studenog 2016.   | 1. prosinca 2016.     |
| 7       | The Best Washing Machine in the World | TBA*            | 15. studenog 2016.  | 8. prosinca 2016.     |
| 8       | Pilgrim Rick                          | TBA*            | 22. studenog 2016.  | 15. prosinca 2016.    |
| 9       | The Trip                              | Putovanje       | 29. studenog 2016.  | 12. siječnja 2017.    |
| 10      | Last Christmas                        | Zadnji Božić    | 6. prosinca 2016.   | 19. siječnja 2017.    |
| 11      | The Right Thing to Do                 | TBA*            | 10. siječnja 2017.  | 26. siječnja 2017.    |
| 12      | The Big Day                           | Veliki dan      | 17. siječnja 2017.  | 2. veljače 2017.      |
| 13      | Three Sentences                       | Tri rečenice    | 24. siječnja 2017.  | 9. veljače 2017.      |
| 14      | I Call Marriage                       | Partija šaha    | 7. veljače 2017.    | 16. veljače 2017.     |
| 15      | Jack Pearson's Son                    | TBA*            | 14. veljače 2017.   | 23. veljače 2017.     |
| 16      | Memphis                               | TBA*            | 21. veljače 2017.   | 2. ožujka 2017.       |
| 17      | What Now                              | TBA*            | 7. ožujka 2017.     | 9. ožujka 2017.       |
| 18      | Moonshadow                            | TBA*            | 14. ožujka 2017.    | 16. ožujka 2017.      |

### Druga sezona (2017. – 2018.)
Druga sezona serije To smo mi u SAD-u se započela emitirati od 26. rujna 2017. godine dok je u Hrvatskoj s emitiranjem krenula od 2. studenog iste godine.
| Epizoda | Originalni naslov                 | Hrvatski naslov        | Emitirana u SAD-u   | Emitirana u Hrvatskoj |
| ------- | --------------------------------- | ---------------------- | ------------------- | --------------------- |
| 1       | A Father's Advice                 | Očev savjet            | 26. rujna 2017.     | 2. studenog 2017.     |
| 2       | A Manny-Splendored Thing          | Veličanstveni Manny    | 3. listopada 2017.  | 9. studenog 2017.     |
| 3       | Highs and Lows                    | Usponi i padovi        | 10. listopada 2017. | 16. studenog 2017.    |
| 4       | Still There                       | Još uvijek ovdje       | 17. listopada 2017. | 23. studenog 2017.    |
| 5       | Brothers                          | Braća                  | 24. listopada 2017. | 30. studenog 2017.    |
| 6       | The 20's                          | Tess                   | 31. listopada 2017. | 7. prosinca 2017.     |
| 7       | The Most Disappointed Man         | Najrazočaraniji čovjek | 7. studenog 2017.   | 14. prosinca 2017.    |
| 8       | Number One                        | Broj jedan             | 14. studenog 2017.  | 11. siječnja 2018.    |
| 9       | Number Two                        | Broj dva               | 21. studenog 2017.  | 18. siječnja 2018.    |
| 10      | Number Three                      | Broj tri               | 28. studenog 2017.  | 25. siječnja 2018.    |
| 11      | The Fifth Wheel                   | Držanje svijeće        | 9. siječnja 2018.   | 1. veljače 2018.      |
| 12      | Clooney                           | Clooney                | 16. siječnja 2018.  | 8. veljače 2018.      |
| 13      | That'll Be The Day                | Nedjelja Super Bowla   | 23. siječnja 2018.  | 15. veljače 2018.     |
| 14      | Super Bowl Sunday                 | Super Bowl nedjelja    | 4. veljače 2018.    | 22. veljače 2018.     |
| 15      | The Car                           | Automobil              | 6. veljače 2018.    | 1. ožujka 2018.       |
| 16      | Vegas, Baby                       | Las Vegas, dušo        | 27. veljače 2018.   | 8. ožujka 2018.       |
| 17      | This Big, Amazing, Beautiful Life | Veliki, predivni život | 6. ožujka 2018.     | 15. ožujka 2018.      |
| 18      | The Wedding                       | Vjenčanje              | 13. ožujka 2018.    | 22. ožujka 2018.      |

## Priznanja

### Kritike
Na popularnoj internetskoj stranici Rotten Tomatoes serija To smo mi za prvu sezonu ima 89% pozitivnih kritika uz prosječnu ocjenu 7.7/10 temeljenu na 56 zaprimljenih tekstova: "Uz obilje obiteljske drame, To smo mi će poslužiti kao dostatna zamjena svima onima koji osjećaju prazninu nakon što je s emitiranjem završila serija Parenthood". Na drugoj internetskoj stranici koja se također bavi skupljanjem kritika, Metacritic, serija To smo mi ima prosječnu ocjenu 76/100 temeljenu na 34 zaprimljena teksta. Druga sezona na stranici Rotten Tomatoes za sada ima 92% pozitivnih ocjena temeljenih na 15 zaprimljenih tekstova.
Časopis Entertainment Weekly nekoliko je prvih epizoda serije To smo mi ocijenio s četvorkom uz komentar: "Serija je osvježavajući odmor nakon toliko nasilnih i pesimističnih razvikanih sapunica". Također je nahvalio glumačku postavu, a pogotovo Sterlinga K. Browna zbog njegove sposobnosti odrađivanja "svojih scena s ogromnom dozom inteligencije, autentičnosti i karizme".

## Vanjske poveznice
- Službena stranica na nbc.com (engl.)
- This is Us u internetskoj bazi filmova IMDb-a (engl.)
- To smo mi  Arhivirana inačica izvorne stranice od 28. rujna 2017. (Wayback Machine) na foxtv.hr (hrv.)
- This is Us na facebook.com (engl.)